# Mamie Colette & Co
 (mars 2025).
Motif : Sources et notoriété ?
- Archive Wikiwix
- Bing
- Cairn
- DuckDuckGo
- E. Universalis
- Gallica
- Google
- G. Books
- G. News
- G. Scholar
- Persée
- Qwant
- (zh) Baidu
- (ru) Yandex
- (wd) trouver des œuvres sur Wikidata

| 1. | Préciser le motif de la pose du bandeau. | Précisez le motif de la pose du bandeau en utilisant la syntaxe suivante : {{admissibilité à vérifier\|date=mai 2025\|motif=remplacez ce texte par le motif}}                           |
| 2. | Informer les utilisateurs concernés.     | Pensez à avertir le créateur de l'article, par exemple, en insérant le code ci-dessous sur sa page de discussion : {{subst:avertissement admissibilité à vérifier\|Mamie Colette & Co}} |

 (mars 2025).
Si vous disposez d'ouvrages ou d'articles de référence ou si vous connaissez des sites web de qualité traitant du thème abordé ici, merci de compléter l'article en donnant les références utiles à sa vérifiabilité et en les liant à la section « Notes et références ».
Mamie Colette & Co est un roman pour adolescents d'Isabelle Rossignol édité en 2007 à l'École des loisirs. 

## Résumé
C'est l'histoire d'une vieille femme, Mamie Colette, et de son petit-fils Antoine. Antoine adore sa mamie, et il n'aime pas comme elle change quand elle va dans une maison de retraite. Antoine va la voir plusieurs fois, mais elle n'était plus marrante et pleine d'énergie...  elle sentait mauvais, elle était différente qu'avant.
A la maison de retraite, il rencontre une fille, Juliette, qui était joyeuse même dans ce lieu sinistre. Antoine la voit chaque fois qu'il va voir sa grand-mère et il tomba amoureux d'elle. Ensemble ils font tout pour que ceux qui sont dans la maison de retraite soient heureux.